# 4409 Kissling
A 4409 Kissling (ideiglenes jelöléssel 1989 MD) a Naprendszer kisbolygóövében található aszteroida. Alan C. Gilmore,  Pamela M. Kilmartin fedezte fel 1989. június 30-án.